# 너희가 힙합을 아느냐
《너희가 힙합을 아느냐》는 Mnet에서 방송된 텔레비전 프로그램이다.

## 방송 개요
힙합 팬들의 레트로 감성을 소환할 아재 래퍼들의 리얼리티 공연 프로그램.

## 방송 시간
| 방송 채널 | 방송 기간              | 방송 시간             | 비고 |
| --------- | ---------------------- | --------------------- | ---- |
| Mnet      | 2020년 2월 28일 ~ 현재 | 금요일 오후 11시 00분 |      |

## 출연자

### 진행
- 이용진
- 유병재
- 키사메

### 출연
- 주석
- 더블 케이
- 배치기
- 원썬
- 45RPM
- 디기리
- 영풍
- 얀키
- 비즈니즈
- 넋업샨